# Jai McDowall
Pour les articles homonymes, voir McDowall.
Jai McDowall est un chanteur écossais (né le 24 juillet 1986). En 2011, il remporta la 5e édition de l'émission britannique Britain's Got Talent. À cette occasion, il reçut un prix de 100 000 livres Sterling, lui permettant de lancer sa carrière. Il signa ensuite avec Syco Music, une filiale du géant Sony Music, avant de sortir son premier album, Believe, le 9 décembre 2011. Le même jour, sortit le single With or Without You. Son album n'ayant atteint que le 54e rang au classement, Syco Music n'a pas renouvelé le contrat.

## Vie personnelle
Jai McDowall vit à Tarbolton dans l'Ayrshire (Écosse) ou il travaillait comme conseiller à l'emploi pour les jeunes défavorisés, avant de remporter la célèbre émission britannique Britain's Got Talent. Il a étudié durant deux ans la musique et la technologie audiovisuelle au sein de département "Music and Sound Production" de l'Ayr College et a été membre de l'Ayr Amateur Opera Company et de la Loudoun Musical Society.

## Discographie
- 2011 : Believe
- 2011 : With or Without You (single, reprise de U2)